# Distrito de Hongos

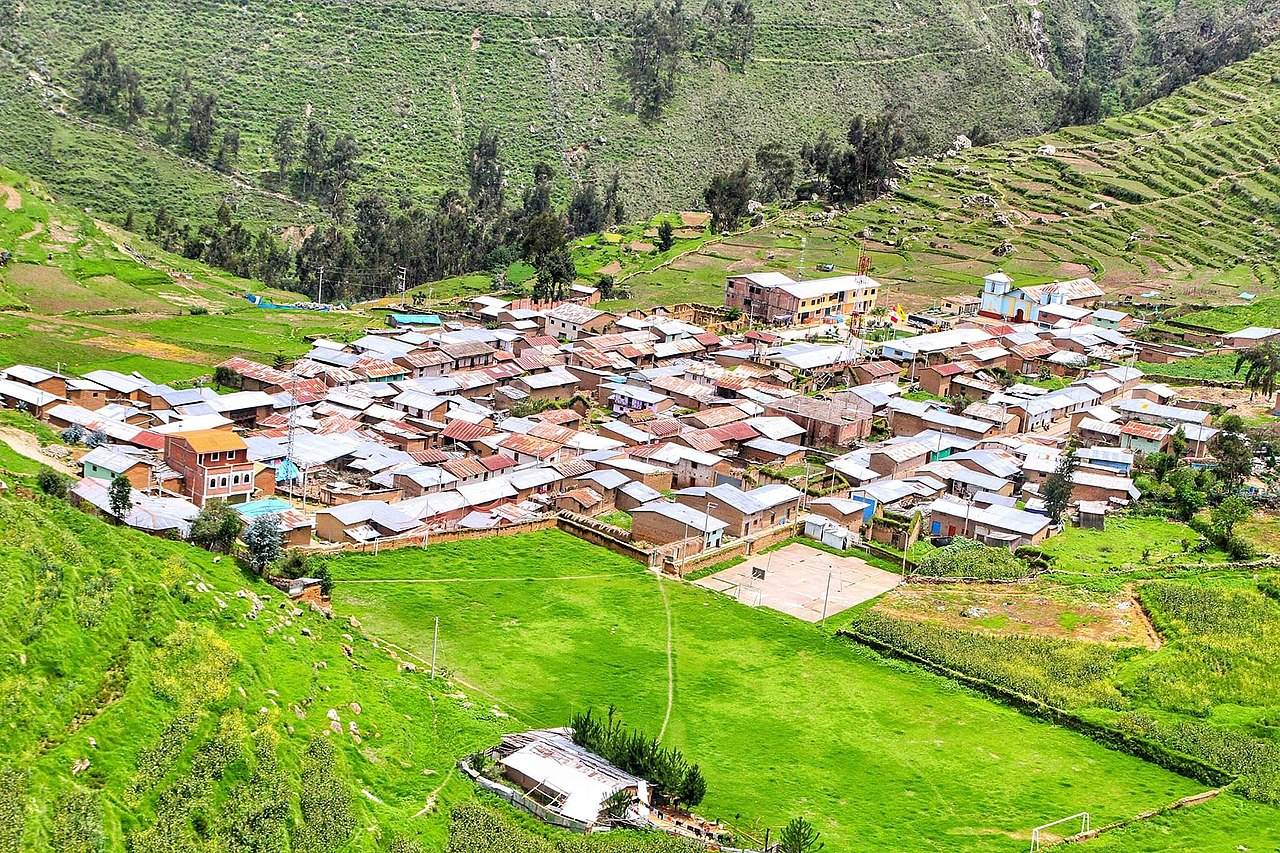
Vista panorámica del distrito de Hongos, yauyos, Lima.

La Provincia de Yauyos en el Departamento de Lima, Perú.

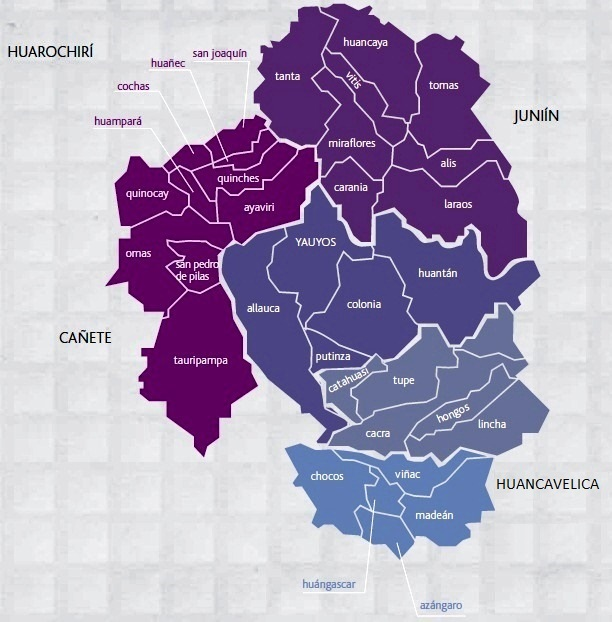
La provincia de Yauyos y sus 33 distritos.

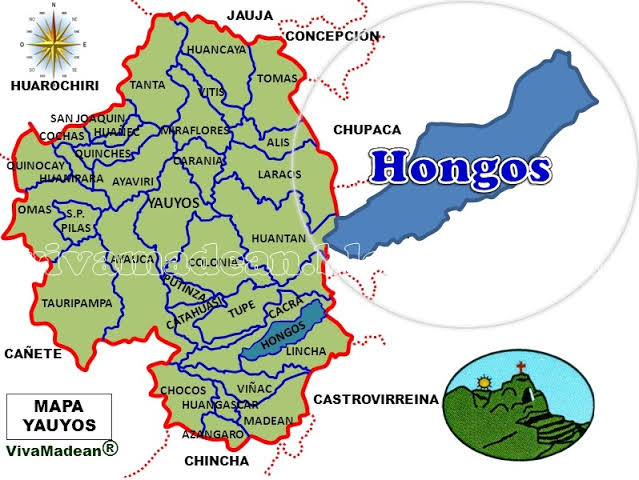
Mapa del distrito de Hongos.

El distrito de Hongos es uno de los  treinta y tres distritos que conforman la Provincia de Yauyos, perteneciente al Departamento de Lima, en el Perú  y bajo la administración del Gobierno Regional de Lima-Provincias. 
Desde el punto de vista jerárquico de la Iglesia católica, forma parte de la Prelatura de Yauyos.

## Atractivos Turísticos
- Antapa (3900 m s. n. m.) y Pulunwasi: Sitios arqueológicos declarados Patrimonio Cultural de la Nación por el INC,mediante Resolución Directoral Nacional N.º 327/ INC de fecha 23 de abril de 2002, ambos están ubicados en el distrito de Hongos, provincia de Yauyos, región Lima.

- Mirador de Callapunco.

- Sitio Arqueológico de Wirupa.

- Sitio arqueológico de Tororume.

- Andenes incaicos.

- Laguna de Achucuná (4500 m s. n. m.)

- Zonas de pastoreo (Estancias).

Asimismo es un distrito que se caracteriza por ser productor de frutas entre los cuales se encuentran a la palta, manzana, tumbo, guindón, granadilla y otras variedades de frutas.

## Historia
Los primeros pobladores vivieron en los lugares de Antapa, Wirupa, Tororume, Cabra corral y Huachihualcuna por los vestigios encontrados en dichos lugares.
Para la época incaica se somete al imperio del Tahuantinsuyo debido a la alianza con los Yauyos.
En la época colonial pertenece al corregimiento de Yauyos siendo administrado por la parroquia de Pampas, posteriormente en el virreinato Don Francisco de Toledo ordena el traslado del pueblo al lugar donde actualmente se ubica.
En la época republicana inicialmente perteneció al distrito de Cacra, para a la postre constituirse como distrito con sus anexos de Buenos Aires, Llactayoc y Pachachaca.
El origen del nombre, se debe a que el lugar anteriormente era una laguna que a sus orillas crecían una variedad de hongos silvestres, la laguna con el tiempo se fue secando y en la actualidad de lo que quedó es el estadio del distrito de Hongos.
El distrito fue creado mediante Ley N.° 15413 de 29 de enero de 1965, en el primer gobierno del Presidente Fernando Belaúnde Terry.

## Geografía
Tiene una superficie de 103,8 km². Su capital es el poblado de Hongos.
Hongos tiene dos centro poblados: Pachachaca y Buenos Aires. Pachachaca está situado al este de Hongos, cercano al distrito de Lincha Yauyos. El otro centro poblado, Buenos Aires, está situado a 10 km del distrito de Hongos.
Existen distintos lugares o estancias que se distribuyen como sitios para la ganadería: Juto, Quiro, Quiccha, Chaquicocha, Condorillo, Buenos Aires, Wuanya, Rodiume, Pachachaca. 
Cuenta con una laguna, Achucuna, que da vida al centro Poblado de Hongos, tanto a la agricultura como a la ganadería.

## Autoridades

### Municipales
- 2019 - 2022[3]
  - Alcalde: Consuelo Barahona Huamán, del Movimiento Regional Unidad Cívica Lima.
  - Regidores:

  1. Raúl Hernán Huamán Huamán (Movimiento Regional Unidad Cívica Lima)
  2. Félix Vicente Santos Huamán (Movimiento Regional Unidad Cívica Lima)
  3. Eumelia Tupac Huamán (Movimiento Regional Unidad Cívica Lima)
  4. Noemí Aurora Martínez Ordóñez (Movimiento Regional Unidad Cívica Lima)
  5. León Nemecio Cambillo Santos (Patria Joven)

Alcaldes anteriores
- 2015-2018:[4] Sixto Gabino Lobatón Chanca,  Movimiento Concertación para el Desarrollo Regional (CDR).
- 2011-2014:[5] Mauro Túpac Alan, Movimiento Hongos XXI.
- 2010: William Daga Rodríguez, Movimiento Hongos XXI.
- 2007-2009: Albino Huamán Poma, Movimiento Concertación para el Desarrollo Regional.
- 2003-2006:[6] Epifania Alan Huamán de Alan, Movimiento independiente Yauyos eres Tu.
- 1999-2002: Epifania Alan Huamán de Alan, Movimiento independiente Yauyos eres Tu.
- 1996-1998: Benancio Jupeter Utcañe Huamán, Lista independiente N° 5 Yauyos 95.
- 1993-1995: León Obdón Vicente Rivera, Lista independiente Progreso y el Desarrollo de Hongos.
- 1991-1992:.
- 1987-1989: Abdías Demetrio Alcalá Flores, Frente electoral Izquierda Unida.
- 1984-1986: León Obdón Vicente Rivera, Partido Aprista Peruano.
- 1981-1983: Álvaro Túpac Alan, Partido Acción Popular.
- (Primer Alcalde )1965-....: Ricardo Huaman Tupac, APRA.(sin presupuesto, ni sueldo del Estado)

### Policiales
- Comisaría de Hongos
  - Comisario: Mayor PNP.[7]

## Comidas Típicas
- Sopa de morón.

- Queso frito con papas.
- Caldo de queso con maray sera.

- Olluquito con charqui.

- Patasca.
- Cancha con queso.
- Sopa seca con carapulcra.

- El Seco de res.
- Mazamorra de calabaza.
- Huatia de calabaza con leche de vaca.
- Mazamorra amarilla de maíz.
- Cuajada.

## Educación

### Instituciones educativas
- I.E. Agropecuario Tupac Amaru N.º 20697 Hongos,pertenece a la UGEL 13 Yauyos.
- El Centro Integrado está ubicado en una lomada frente al pueblo, en la calle del barrio Callapunco S/N.

Posee una infraestructura cómoda para los estudiantes de la población,cuenta con los niveles de inicial,primaria y secundaria.

## Festividades
- 29 de enero (Aniversario de creación política del distrito).

- 2 de febrero (Virgen de la Candelaria).

- Mes de junio (Corpus Christi).

"QUE ES  “CORPUS CHRISTI”
Corpus Christi (en latín, "Cuerpo de Cristo") o Solemnidad del Cuerpo y la Sangre de Cristo, antes llamada Corpus Domini ("Cuerpo del Señor"), es una fiesta de la Iglesia católica destinada a celebrar la Eucaristía. Su principal finalidad es proclamar y aumentar la fé de los creyentes en la presencia real de Jesucristo en el Santísimo Sacramento, dándole públicamente el culto de adoración  el jueves posterior a la solemnidad de la Santísima Trinidad, que a su vez tiene lugar el domingo siguiente a Pentecostés (es decir, el Corpus Christi se celebra 60 días después del Domingo de Resurrección).
Explicación de la fiesta de Corpus Christi
•  Corpus Christi es la fiesta del Cuerpo y la Sangre de Cristo, de la presencia de Jesucristo en la Eucaristía.
•   Este día, recordamos la institución de la Eucaristía, que se llevó a cabo el Jueves Santo, durante la Última Cena al convertir Jesús el pan y el vino en su Cuerpo y en su Sangre.
CORPUS CHRISTI EN EL DISTRITO DE HONGOS
La danza de los negritos del distrito de Hongos tiene su origen en la época colonial y en los primeros años de la República. Se  trata de una danza donde los danzantes del distrito de Hongos, imitan usando máscaras y un vestuario vistoso y elegante,los movimientos corporales alegres de los negros venidos del Africa y de una manera humorística, los componentes de la coreografía satirizan en una forma burlesca la esclavitud y el tributo indio durante la colonia y parte de la república. 
Esta danza se caracteriza, por el acompañamiento de un músico llamado Maestro Male o pincullero, que interpreta tonadas muy particulares  mediante  un tambor llamado TINYA y un instrumento muy rudimentario llamado PINCULLO y que los danzantes negritos y brancos, los interpreta y lo traducen en movimiento corporal muy alegre y ágil, haciendo derroche de fortaleza física, destreza y vigor durante la interpretación de las diferentes pasos y/o  coreografía que lo ejecutan con el desplazamiento acompasado, elegante, derrochando la prosa y el retocado movimiento de los pies y brazos, haciendo alarde de su vestuario elegante y colorido:sombreros adornado con plumas de aves silvestres y hermosas flores; Así como también hacen uso de máscaras de cuero y cascabeles.
La danza de los negritos constituye una de las  joyas costumbristas de nuestro distrito de Hongos, que viene siendo impulsado y promocionado, gracias a la labor de difusión emprendida por las instituciones existentes en Lima,Callao Cañete,Huancayo,Chincha, otras ciudades del país y el extranjero
- 22 de julio (Aniversario de la I.E. Tupac Amarú).

- 12 al 14 de agosto (Limpia Acequia).

- 15 al 18 de agosto (Fiesta patronal Virgen de la Asunción).

- Todo el mes de agosto (siembra de papa).

- Todo el mes de septiembre (siembra de maíz,oca,mashua).

- 1 de noviembre (Puesta de mesa por todos los santos).

- 25 de diciembre (Pascua- Navidad).